# Kulten (kulle i Antarktis)
Kulten är en kulle i Antarktis. Den ligger i Östantarktis. Australien gör anspråk på området. Toppen på Kulten är 1 132 meter över havet.
Terrängen runt Kulten är platt. Trakten är obefolkad. Det finns inga samhällen i närheten.